# Greg Poehler

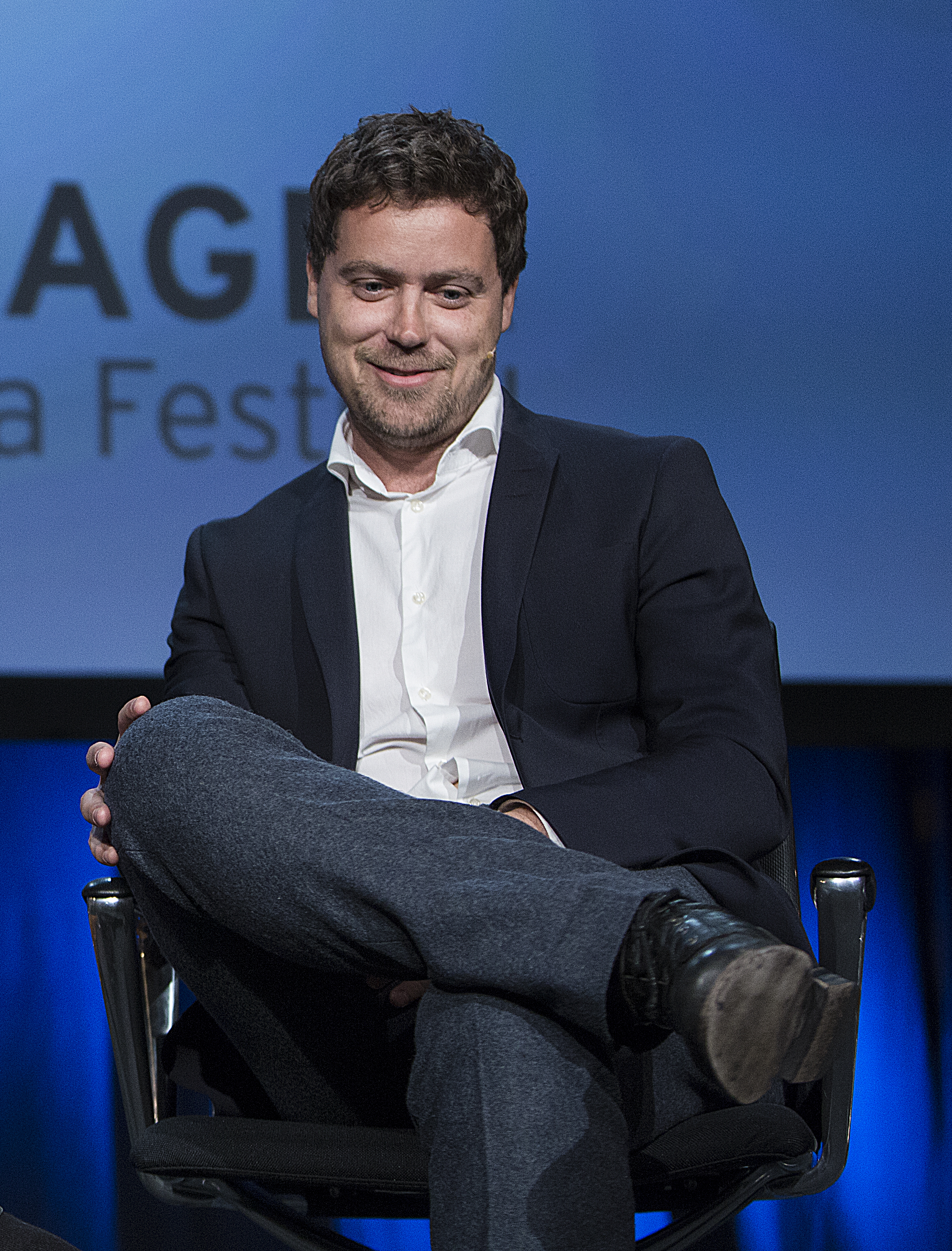
Greg Poehler (2014)

Gregory Milmore Poehler (geboren 11. Oktober 1974 in Boston, Massachusetts) ist ein amerikanischer Schauspieler, Komiker, Produzent und Autor. Bekannt wurde er durch seine Hauptrolle in der schwedisch-amerikanischen TV-Serie Welcome to Sweden, für die er das Drehbuch schrieb. Die Serie basiert auf Poehlers eigenen Erfahrungen als amerikanischer Einwanderer in Schweden.

## Leben
Poehler kam in Boston zur Welt und wuchs in Burlington auf. Seine Eltern sind die High-School-Lehrerin Eileen Frances (geborene Milmore) und William Grinstead Poehler. Poehler hat englische, deutsche, portugiesische und irische Vorfahren. Seine ältere Schwester ist die in den USA erfolgreiche Komikerin und Produzentin Amy Poehler. Poehler studierte am Boston College, das er 1996 mit einem Bachelor of Arts abschloss. Danach studierte er an der Fordham University School of Law und promovierte im Fach Rechtswissenschaften. Nach seinem Abschluss zog Poehler ins New Yorker West Village und arbeitete in New York und Schweden als Rechtsanwalt mit dem Schwerpunkt Urheberrecht. 2006 zog Poehler endgültig zu seiner schwedischen Freundin und heutigen Frau Charlotta Meder, die ebenfalls Rechtsanwältin ist, nach Stockholm. Das Paar hat drei Kinder. An der Stockholmer Universität erlangte Poehler 2006 einen Masterabschluss für europäisches Urheberrecht.
Nachdem er zwölf Jahre lang als Anwalt gearbeitet hatte, begann Poehler 2012 in Schweden als Stand-up-Comedian aufzutreten. Auf der Bühne erzählte er von seinen Erfahrungen als Expat in Schweden, das schwedische Publikum war begeistert. Parallel entwickelte und schrieb er das Drehbuch für seine erste, in Schweden sehr erfolgreiche TV-Serie Welcome to Sweden. Die Serie handelt von dem Amerikaner Bruce, der wegen der Liebe zu der Schwedin Emma (Josephine Bornebusch) von den USA nach Schweden zieht. Durch sprachliche und kulturelle Unterschiede kommt es immer wieder zu Missverständnissen bei dem Paar und ihren Verwandten und Freunden. Die Liebesbeziehung erhält immer wieder Brüche, doch mit Humor und Toleranz lernen die Protagonisten sich besser zu verstehen. Produzentin der Serie, die 2015 auch in Deutschland ausgestrahlt wurde, ist Greg Poehlers Schwester Amy Poehler.
Von 2016 bis 2020 war er in tragender Rolle in der Serie You Me Her zu sehen.

## Filmografie
- 2014–2015: Welcome to Sweden (Fernsehserie, 20 Folgen)
- 2016–2020: You Me Her (Fernsehserie, 50 Folgen)
- 2019: Wine Country
- 2021: Moxie
- 2023: Doris & Bettan Marbella Mayhem
- 2024: Escaping Wonderland